# Yolanda Soler Grajera
Yolanda Soler Grajera (Madrid, Espanya 1971) és una judoka madrilenya, ja retirada, guanyadora d'una medalla olímpica.
Va néixer l'9 de gener de 1971 a Madrid.
Va participar, als 21 anys, als Jocs Olímpics d'Estiu de 1992 celebrats a Barcelona (Catalunya), on va finalitzar setena en la prova femenina de pes extra lleuger (-48 kg.), aconseguint així un diploma olímpic. En els Jocs Olímpics d'Estiu de 1996 realitzats a Atlanta (Estats Units) aconseguí guanyar la medalla de bronze en aquesta mateixa categoria.
Al llarg de la seva carrera ha guanyat quatre medalles en el Campionat d'Europa de judo, esdevenint tres vegades campiona continental.